# Тужа (Підкарпатське воєводство)
Тужа (пол. Turza) — село в Польщі, у гміні Соколів-Малопольський Ряшівського повіту Підкарпатського воєводства.
Населення — 647 осіб (2011).
У 1975-1998 роках село належало до Ряшівського воєводства.

## Демографія
Демографічна структура станом на 31 березня 2011 року:
|          | Загалом | Допрацездатний вік | Працездатний вік | Постпрацездатний вік |
| -------- | ------- | ------------------ | ---------------- | -------------------- |
| Чоловіки | 308     | 57                 | 195              | 56                   |
| Жінки    | 339     | 67                 | 173              | 99                   |
| Разом    | 647     | 124                | 368              | 155                  |